# Cosmosoma arauna
Cosmosoma arauna är en fjärilsart som beskrevs av Hans Daniel Johan Wallengren 1859. Cosmosoma arauna ingår i släktet Cosmosoma och familjen björnspinnare. Inga underarter finns listade i Catalogue of Life.